# Cmentarz wielowyznaniowy „Strzelba”
Cmentarz wielowyznaniowy „Strzelba” – nieczynny cmentarz znajdujący się przy ul. Strobowskaiej w Skierniewicach.
W 1967 roku utworzono przy ulicy Strobowskiej, po stronie zalewu, nowy cmentarz komunalny. Jednak bliskość zbiornika wodnego sprawiła, że cmentarz ten musiał zostać zamknięty ze względów sanitarnych. Obecnie na cmentarzu znajduje się kilkanaście grobów z lat 1967–1980. Pozostała też z tamtego czasu ozdobna brama wejściowa na cmentarz.
Istniejący obok niego cmentarz zwany „Strzelbą” przyjmował w okresie międzywojennym samobójców, ludzi zmarłych w przytułkach i domach starców, których umieszczano we wspólnych mogiłach. Na tym cmentarzu zostali pochowani także żołnierze radzieccy, którzy w styczniu 1945 roku wyzwalali miasto i okolice.

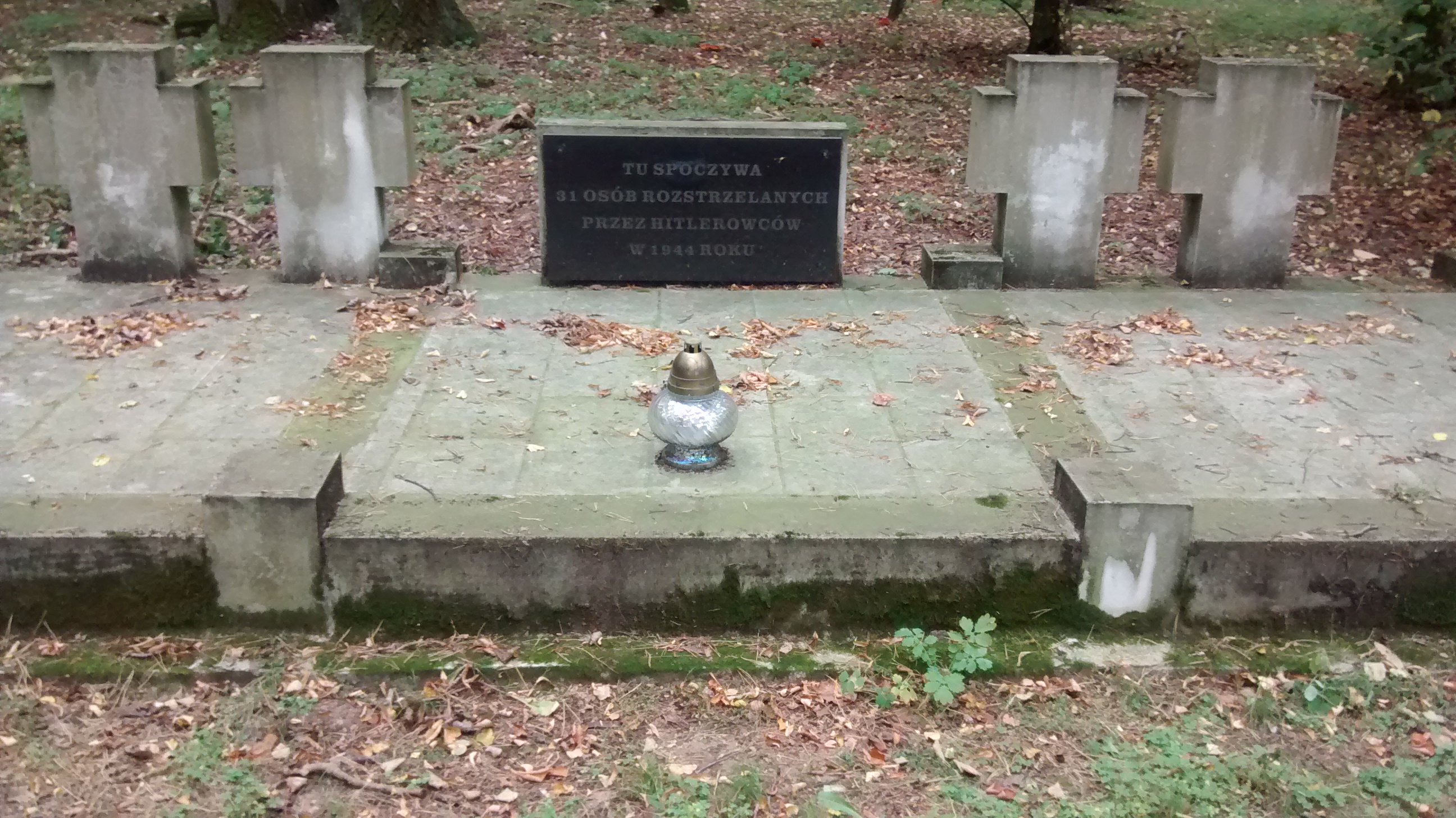
Grób 31 żołnierzy radzieckich rozstrzelanych przez hitlerowców w 1944 r.
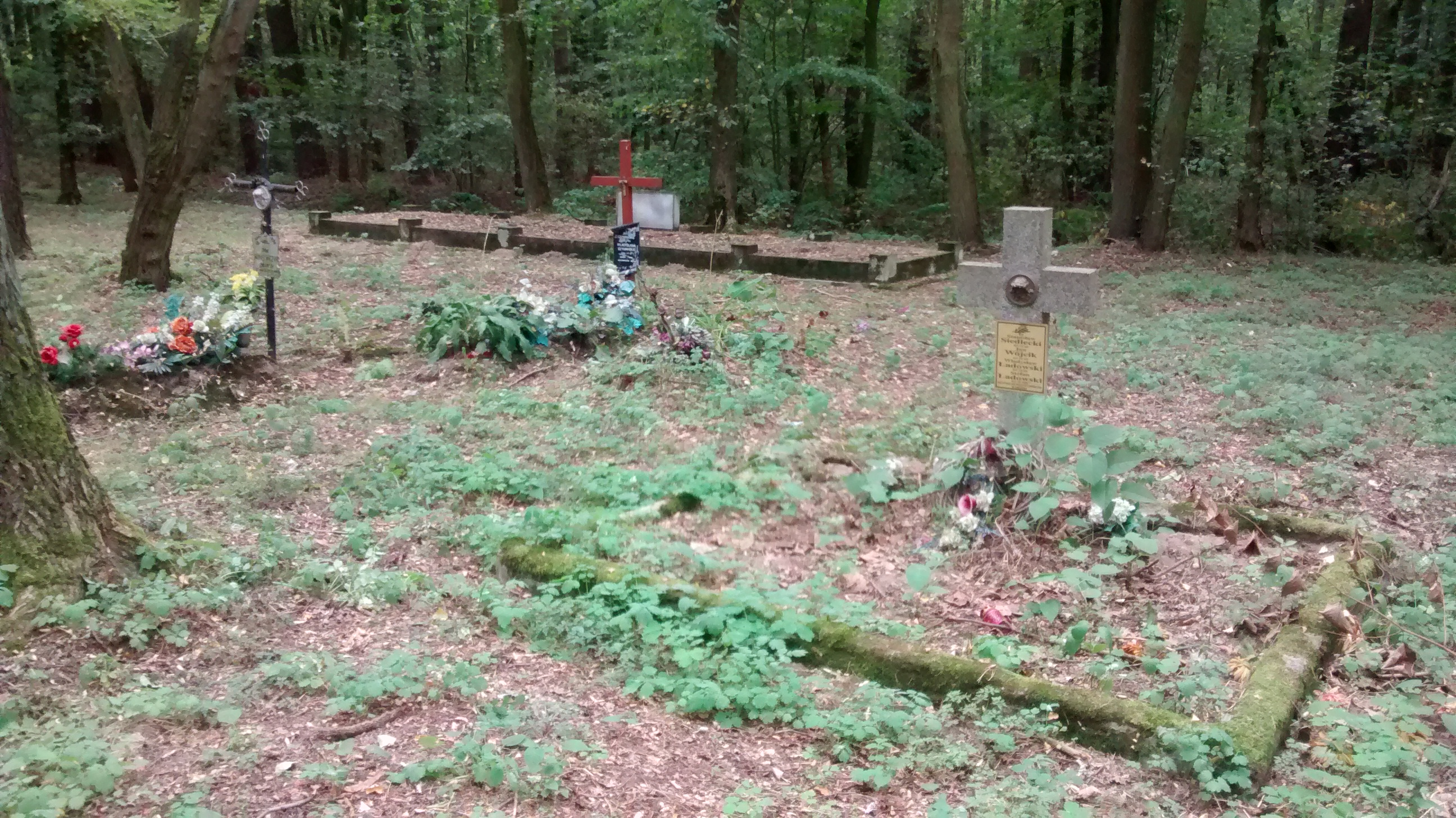
Cmentarzu Wielowyznaniowym Strzelba
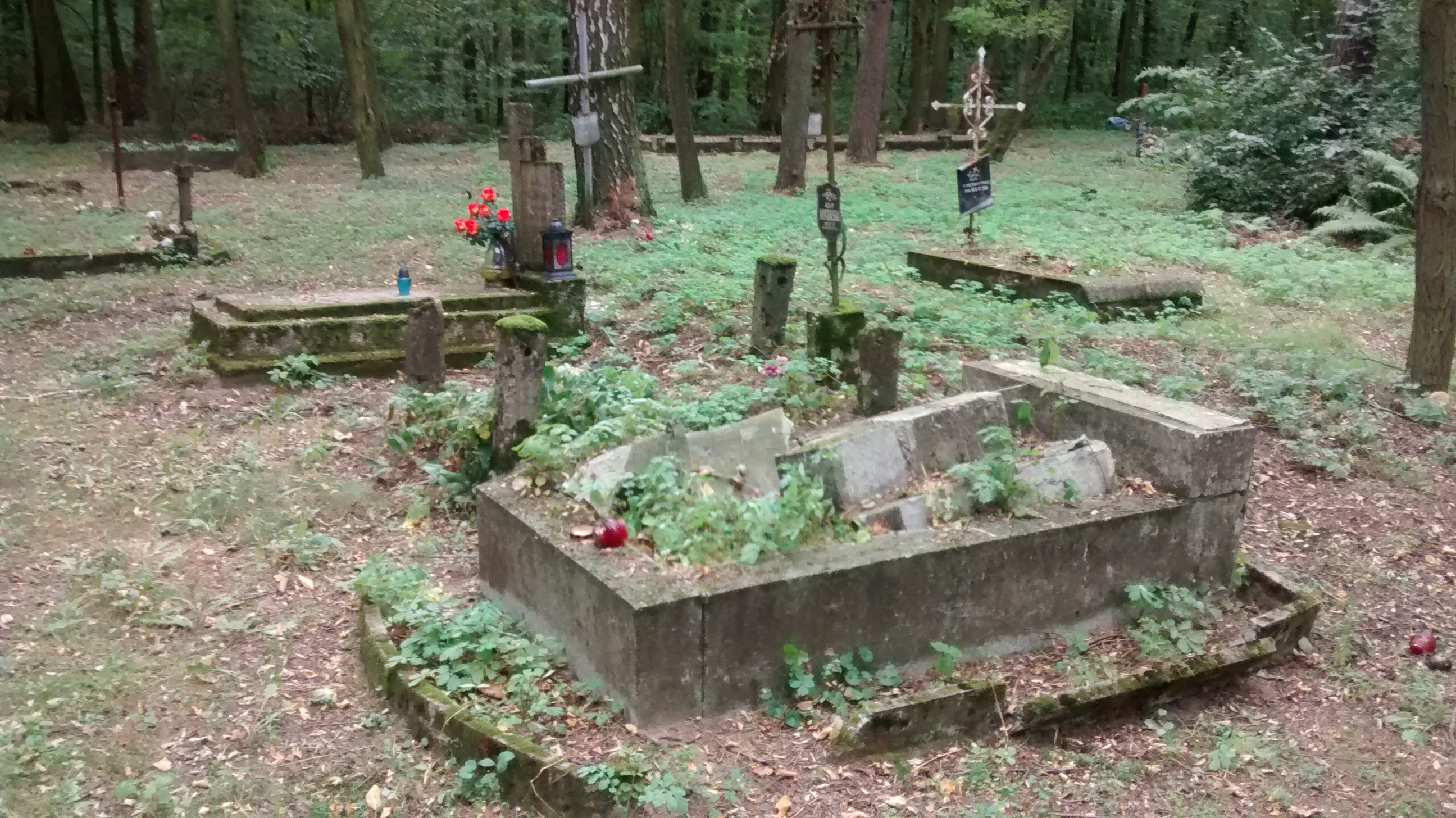
Groby na Cmentarzu Wielowyznaniowym Strzelba
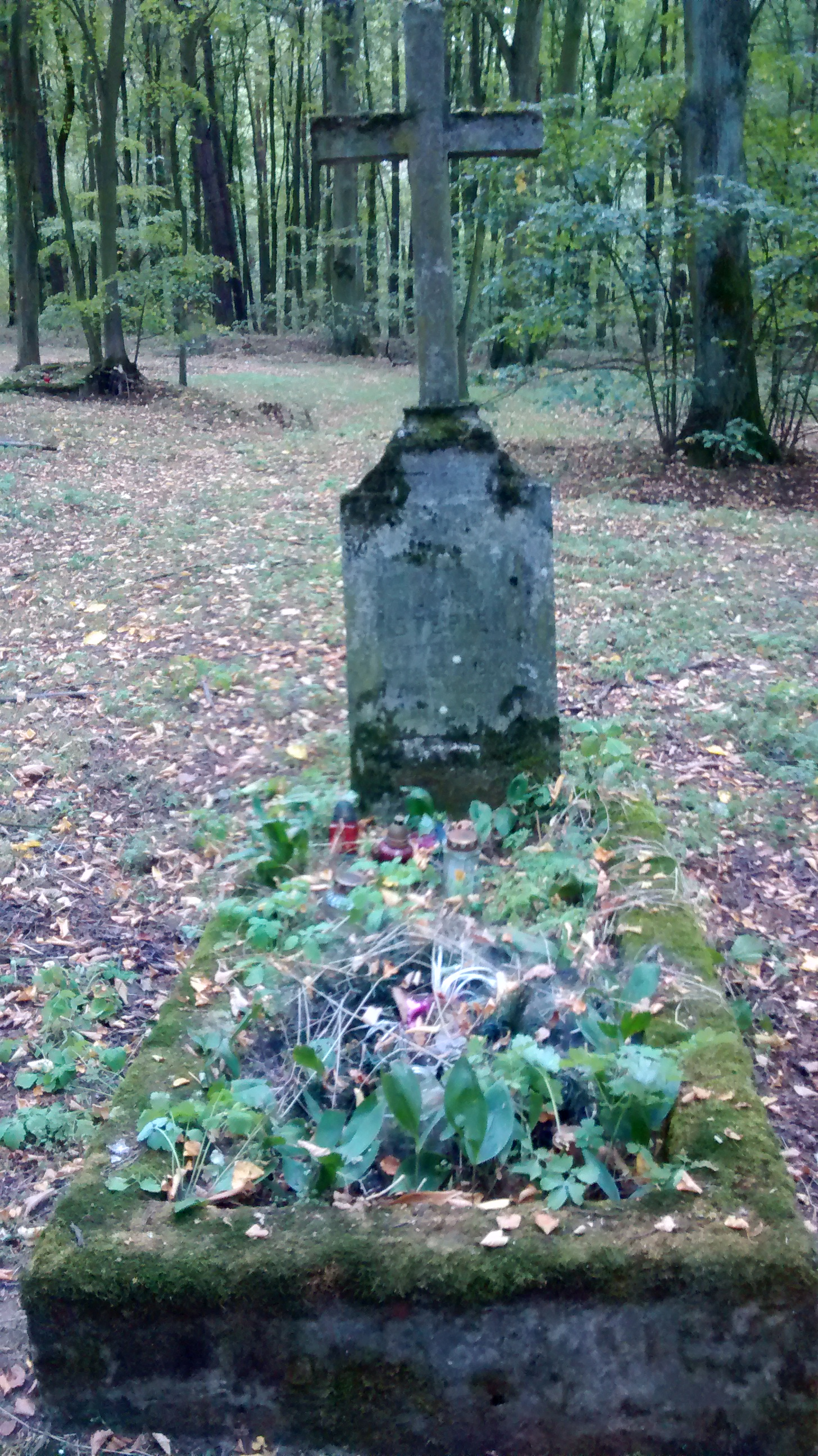
Grób na cmentarzu Strzelba